# Zbory Boże w Kostaryce
Zbory Boże w Kostaryce (hiszp. Asambleas de Dios en Kostaryka) – chrześcijański wolny kościół protestancki o charakterze ewangelikalnym nurtu zielonoświątkowego działający w Kostaryce, wchodzący w skład Światowej Wspólnoty Zborów Bożych. 
Według spisu Prolades w 2010 roku liczył 99 301 ochrzczonych członków, zrzeszonych w 621 zborach, co czyni go największym protestanckim kościołem w kraju. Liczba wiernych (tj. razem z dziećmi i sympatykami) jest znacznie wyższa. Kościół został założony w 1942 roku w wyniku pracy kilku misji w San José, Alajuela i Puntarenas.